# 成松慶彦
成松 慶彦（なりまつ よしひこ、1980年4月19日 - ）は、日本の俳優である。広島県出身で、ブルーエールに所属している。血液型はO型。身長は188cm。福岡大学卒業。

## 人物
2003年、『夢見る葡萄』（NHK総合）、『こちら本池上署』（TBS）で俳優として活動を始める。
趣味は体を動かすこと、人間観察、映画鑑賞、詩を書くこと。特技はスポーツ全般。愛称は微笑みの貴公子。

## 出演

### テレビドラマ
- こちら本池上署2（TBS、2003年4月14日 - 7月21日）レギュラー
- 月曜ドラマシリーズ 夢みる葡萄（NHK総合、2003年9月29日 - 12月15日）レギュラー
- こちら本池上署3（TBS、2004年1月12日 - 3月22日）レギュラー
- こちら本池上署4（TBS、2004年10月11日 - 12月27日） - 滝沢純 役
- 金曜ドラマ 夜王 〜YAOH〜 10話・11話（TBS、2006年1月13日 - 3月24日）レギュラー
- 仮面ライダーディケイド（テレビ朝日、2009年3月15日 - 3月22日） - 菱形サクヤ 役
- 月曜ゴールデン 十津川警部シリーズ44（TBS、2011年4月11日） - 岡島多加志 役
- 金曜プレステージ 所轄刑事7（フジテレビ、2012年7月27日） - 河合駿平 役
- 仮面ライダードライブ 16話・17話（テレビ朝日、2015年2月1日 - 2月8日） - 笹本喜三郎 役
- ハロー張りネズミ 1話（TBS、2017年7月14日）

### バラエティ
- スポーツマンNo.1決定戦（TBS、2005年9月28日） - 芸能人サバイバルバトル第15回・初出場
- ゴッドタン（テレビ東京、2007年 - ）
  - キス我慢選手権シリーズ 第1回 - 第5回（2007年 - 2010年） - 仕掛け人・成松 役
みひろの仕掛け人として登場。省吾（劇団ひとり）とみひろを取り合う恋敵役をアドリブ芝居で演じた。第5回（キス我慢ファイナル）では悪の組織「バルス」の手先役としての登場だったが、省吾とみひろの恋の行方を応援、2人がキスをするヒントを与えている。
  - 照れカワ芸人更生プログラム 第2回
「全力でラブストーリーを演じ切れ!!」にて草壁役を熱演。
  - マジ歌選手権
サービスブランドの「just no side girl」PV出演。
- 松尾スズキpresents 美しい男性!（BSジャパン、2009年1月9日 - 3月27日）
- イケメンデルの法則 第44回（関西テレビ、2010年2月25日）
- いいね!偉人のサムネイル（中京テレビ、2022年10月2日・10月16日） - 源頼朝 役[3]

### 映画
- 第10回インディーズムービー・フェスティバル「相庭恋愛専門探偵事務所」（2006年）- 相庭哲雄 役
- キス我慢選手権 THE MOVIE（2013年6月28日公開）
- キス我慢選手権 THE MOVIE2 -サイキック・ラブ-（2014年10月17日公開）
- 我王伝（2018年） - 中宮組若頭 飯塚直人 役
- 劇場版 舞台『刀剣乱舞』ジョ伝 三つら星刀語り（2022年2月18日 - 3月10日）- 日本号 役

### Vシネマ
- 血塗れの報復（2013年）
- 新・極道の紋章（2014年） - 東京六区連合OB フジヒロ
- 日本統一26（2018年） - 三代目侠和会三代目三上組組員

### 舞台
※タイトル太字のものはDVD化あり
2005年
- 「あずみ 〜AZUMI ON STAGE〜」（4月3日 - 26日、明治座） - 佐敷三兄弟の次男 役

2006年
- 「あずみ 〜AZUMI RETURNS〜」（4月1日 - 5月4日） - 佐敷三兄弟の次男 役
  - 4月1日 - 16日、明治座
  - 4月29日 - 5月4日、梅田芸術劇場

2008年
-  ネオロマンス♥ステージ 遙かなる時空の中で～舞一夜～ - 源頼久 役
  - 1月25日 - 2月3日、サンシャイン劇場
  - 2月13日 - 16日、新大阪メルパルクホール

- Be WithプロデュースVOL.2「灰とダイヤモンド ASHES AND THE DIAMOND」（3月13日 - 16日、シアターグリーン） - サファイア 役
- 劇団ソノラマ旗揚げ公演「クーロンの法則」（3月20日 - 23日、ウッディーシアター） - 中村タケシ 役
- Be WithプロデュースVOL.2「灰とダイヤモンド ASHES AND THE DIAMOND（再演）GO TO WEST version」（4月23日 - 27、大阪　black chamber） - サファイア 役
- Be WithプロデュースVOL.3「THE LONG KISS★GOOD NIGHT」（6月19日 - 22日、シアターグリーン） - 主演・ラウ 役
- ネオロマンス♥ステージ 遙かなる時空の中で～舞一夜～ 再演（2008年8月13日 - 17日、なかのZERO大ホール） - 源頼久 役

2009年
- ネオロマンス♥ステージ 遙かなる時空の中で～朧草紙～ - 源頼久 役
  - 1月4日 - 18日、サンシャイン劇場
  - 1月31日 - 2月1日、大阪厚生年金会館芸術ホール

- 朗読劇 苦情の手紙（2月15日、銀座博品館劇場）
- Be WithプロデュースVOL.7「THE BUTTERFLY EFFECT -ENCORE LIVE-（再演）」（4月9日 - 12日、南大沢文化会館） - エドモンド 役
- ネオロマンス♥ステージ遙かなる時空の中で～朧草紙～再演（8月12日 - 16日、なかのZERO大ホール） - 源頼久 役
- タッキーチェンプロジェクト「鬼の棲み家」（10月15日 - 18日、シアターグリーン） - 善吉 役
- 劇団たいしゅう小説家「THE LIGHT STAFF」（12月16日 - 20日、銀座小劇場） - 野口 役

2010年
- S×Sプロデュース第4回公演「SPIRIT」（2月16日 - 21日、シアターグリーン） - 木村直樹（チョーク） 役
- 「メモリーズ5」（6月2日 - 6日、シアターサンモール） - シュリエンタル・マッチャンスカヤスキー（シュリンプ）博士 役
- 「abc★赤坂ボーイズキャバレー～心ごと脱げ！～」（8月18日 - 9月5日） - 合田忠敏 役
  - 8月18日 - 8月29日、赤坂ACTシアター
  - 9月3日 - 9月5日、大阪サンケイホールブリーゼ

- 劇団たいしゅう小説家「ゲキ☆ハピ」（9月18日 - 23日、MAKOTOシアター銀座） - 竹下達也 役
- Be WithプロデュースVOL.13「THE BUTTERFLY EFFECT -Neo Loneliness-（再再演）」（10月15日 - 24日、シアターグリーン） - エドモンド 役

2011年
- ehon劇場公演♯1「SWEETS」（1月19日 - 23日、座・高円寺） - 吉井 役
- Be WithプロデュースVOL.15「灰とダイヤモンド～mission in dark night」（2月16 - 20日、八幡山ワーサルシアター） - サファイア 役
- 「シコんでいこう!」（3月22日 - 27日、シアターグリーン） - ゴンザレス安田 役
- 「バラしていこう!?」（6月7日 - 14日、シアターグリーン） - ゴンザレス安田 役
- Be WithプロデュースVOL.18「THE BUTTERFLY EFFECT CHRONICLE / Blood Heaven～第七天国～（6月23日 - 26日、中目黒キンケロシアター） - エドモンド 役
- 「abc～赤坂ボーイズキャバレー～2回表」（8月24日 - 9月5日） - 合田忠敏 役
  - 8月24日 - 31日、赤坂ACTシアター
  - 9月3日 - 9月5日、大阪シアターBRAVA

- Be WithプロデュースVOL.19「ANGEL EYES -真っ直ぐにススメ。-」（10月13日 - 16日、シアターグリーン） - キメラ 役
- Be WithプロデュースVOL.21「Snow Flake」THE LONG KISS★GOOD NIGHT番外編（12月15日 - 18日、シアターグリーン） - 主演・ラウ 役

2012年
- 《Be With×美獣》Collaboration STAGE「灰とダイヤモンド ASHES AND THE DIAMOND」（2月2日 - 5日、八幡山ワーサルシアター）- サファイア 役
- 舞台版「ミラクル☆トレイン～大江戸線へようこそ～」（4月13日 - 22日、全労済ホール スペース・ゼロ） - 飯田橋麗夢 役
- 「遙かなる時空の中で2　再演」（5月30日 - 6月3日、全労済ホール スペース・ゼロ） - 源頼忠 役
- 「VitaminZ」（8月18日 - 26日、前進座劇場） - 佐伯影虎 役
- The ghost≠You-Re:i（11月21日 - 25日、シアターサンモール） - 鰯田健太郎 役

2013年
- 舞台「ホス探へようこそ」（1月23日 - 27日、上野ストアハウス） - No.1ホストの明智 役
- ホテルマジェスティック～戦場カメラマン澤田教一その人生と愛～（3月7日 - 27日） - アンサンブル出演
  - 3月7日 - 17日、東京：新国立劇場（中劇場）
  - 3月20日 - 24日、大阪：森ノ宮ピロティホール
  - 3月26日 - 27日、名古屋：名鉄ホール

- 劇団たいしゅう小説家「おれの舞台」（4月13日 - 15日、池袋あうるすぽっと）※Wキャスト（A）
- Func A ScamperS 009 #09「CLOUD NINE」（5月1日 - 5日、シアターサンモール） - タツカワ 役
- 劇団たいしゅう小説家「ルカルカナイトフィーバー｣～ダル谷やんと三銃士～秋原台定時制高校編（5月15日 - 19日、萬劇場）
- 源平盛衰記異聞「巴御前」女武者伝説（8月4日 - 25日、明治座） - アンサンブル出演
- 劇団たいしゅう小説家「GUNG」（11月23日 - 12月1日、萬劇場）

2014年
- キタムラ印#4「白キ肌ノケモノ」（2月19日 - 24日、中目黒キンケロシアター） - 外道丸 役
- 劇団たいしゅう小説家「サンダービートで踊らせて」3月26日 - 30日、萬劇場）
- 劇団CATMINT第五回公演「アルプス一万尺 Final」（7月30日 - 8月3日、シアターサンモール） - 大桑賢一 役
- 舞台「華ヤカ哉、我ガ一族－オペラカレイド 狂宴」（12月12日 - 21日、星陵会館ホール） - 宮ノ杜勇 役

2015年
- 舞台「WILD HALF～奇跡の確率～」（1月15日 - 18日、六行会館ホール） - 銀星 役
- ミュージカル「ハートの国のアリス」（2月4日 - 11日、全労済ホール スペース・ゼロ） - ユリウス＝モンレー 役
- 劇団たいしゅう小説家「La･festa -人生のレシピ-」（3月19日 - 22日、築地・ブディストホール）
- PUPA CINEMATIC STAGE 6「イツツメキセツ」（7月15日 - 19日、TACCS1179） - シャドー 役

2016年
- ミュージカル「ハートの国のアリス-The Best Revival-」（1月16日 - 24日、全労済ホール スペース・ゼロ） - ユリウス＝モンレー 役
- 劇団たいしゅう小説家道徳コメディ！「カンタンには死にたくない！（仮）」（2月24日 - 28日、萬劇場）
- PUPA CINEMATIC STAGE 7「FOOLISH」（4月6日 - 10日、シアターグリーン） - 沼田光一 役
- 劇団たいしゅう小説家「迷探亭小南事件簿Part3 ～ハワイから来た女～」（5月3日 - 8日、萬劇場）
- カラスカ公演「どのくらいエフェクト」（6月1日 - 5日、シアターKASSAI）
- アリアンローズ作品舞台化計画第一弾 舞台版「誰かこの状況を説明してください～契約から始まるウェディング～」（7月27日 - 31日、萬劇場） - べリス 役
- 東出有貴プロデュース公演「LAST MESSAGE」（9月7日 - 9日、座・高円寺2） - 伊織（CRISISのリーダー） 役

2017年
- 舞台版「ロードス島戦記」（1月6日 - 14日、紀伊國屋サザンシアターTAKASHIMAYA） - バグナード 役
- 劇団たいしゅう小説家「TRICK OR　TRUTH」（1月25日 - 29日、萬劇場） - ホース 役
- 劇団たいしゅう小説家「げんせんじゃ～！2017」（2月22日 - 26日、萬劇場）
- 「狂言・歌謡曲・ミュージカル・落語」（5月14日、セルリアンタワー能楽堂）
- 宇宙食堂旗揚げ10周年記念公演「超絶ブルームーン」（7月28日 - 30日、吉祥寺シアター） - ジョニー・リッチ 役
- 夏草～夜明けを待ちながら～（9月2日 - 5日、東京・R’sアートコート） - 熊田健一 役（Wキャスト）
- 舞台『刀剣乱舞』外伝 此の夜らの小田原（11月23日、小田原城　天守閣前特設野外ステージ） - 日本号 役
- 浅利慶太プロデュース公演「この生命誰のもの」（12月6日 - 10日、自由劇場） - 安藤一郎 役
- 舞台『刀剣乱舞』ジョ伝 三つら星刀語り（12月15日 - 29日） - 日本号 役
  - 12月15日 - 17日、TOKYO DOME CITY HALL
  - 12月21日 - 24日、大阪メルパルクホール
  - 12月28日 - 29日、福岡サンパレス ホテル&ホール

2018年
- Office54舞台「ボクの12支紳士～絵本の中のワンダーランド～」1月17日 - 24日、座・高円寺2） - 寅年 トラ 役
- 劇団たいしゅう小説家「おらばんば」（2月28日 – 3月4日、萬劇場）
- 劇団たいしゅう小説家「げんせんじゃ～！2018」（4月18日 - 22日、萬劇場）
- オッドエンタテインメントPresents 舞台「鬼切丸伝～源平鬼絵巻～（再演）」（6月20日 - 24日、スペース・ゼロ） - 武蔵坊弁慶 役
- 朗読劇「学園デスパネル」（8月22日 - 9月9日） - リーダー 役 ※DVDは音声のみ
  - 8月22日 - 23日、横浜・鶴見区民文化センター　サルビアホール
  - 9月8日 - 9日、名古屋・白龍ホール

- 「RE:VOLVER」（10月18日 - 28日） - 倭潮（ワシオ） 役
  - 10月18日 - 22日、シアター1010
  - 10月27日 - 28日、サンケイホールブリーゼ

2019年
- トリプルコラボ第6弾 舞台「となりのホールスター」（3月8日 - 17日、サンモールスタジオ） - ドラゴン 役
- 最遊記歌劇伝-Darkness-（6月6日 - 14日、ヒューリックホール東京） - ガト 役
- GEKIIKE本公演第10回「光芒のマスカレード -月光仮面異聞-」（7月26日 - 8月12日、新宿村LIVE） - 神代勲 役
- IdentityV STAGE Episode1「What to draw」（11月29日 - 12月8日、サンシャイン劇場） - リッパー/ジャック 役

2020年
- 最遊記歌劇伝-Oasis-（2月2日 - 9日、紀伊國屋サザンシアター TAKASHIMAYA） - ガト 役
- ACTOR'S TRASH ASSH第24回本公演「真・白キ肌ノケモノ」（4月10日 - 19日、シアターグリーン） - 土蜘蛛 役 ※中止
- IdentityV STAGE Episode3「Cry for the moon」（9月10日 - 18日、TACHIKAWA STAGE GARDEN） - リッパー/ジャック 役
- IdentityV STAGE 大感謝祭（11月19日 - 20日、舞浜アンフィシアター） - リッパー/ジャック 役

2021年
- 最遊記歌劇伝-Sunrise-（2月11日 - 24日） - ガト 役
  - 2月11日 - 14日、COOL JAPAN PARK OSAKA　WWホ－ル
  - 2月18日 - 24日、品川プリンスホテル ステラボ－ル

- IdentityV STAGE Episode2「Double Down」（3月24日 - 4月1日、TACHIKAWA STAGE GARDEN） - リッパー/ジャック 役
- Zoo-Z the STAGE -コンクリート・ジャングル-（7月7日 - 11日、シアターGロッソ） - 亜久津遼 役
- LIVE STAGE「スケートリーディング☆スターズ」（10月22日 - 31日、品川プリンスホテル ステラボール） - 安達拓海 役
- 劇団たいしゅう小説家present's 湯もみガールズ スピンオフ公演「菜々絵の探偵物語Ⅱ」（12月22日 - 26日、萬劇場） - 足立達夫 役

2022年
- STRAYDOG Produce「絶叫」（1月21日 - 30日、テアトルBONBON） - 楠木一馬 役
- 朗読劇「幽霊ハウス」（4月6日 - 10日、新宿村LIVE） - 森藤修 役
- 朗読劇「Wizards Storia -luceat-」（4月28日 - 5月1日、DDD青山クロスシアター） - ホランド 役
- 饗宴「眠れない羊」（2022年7月8日 - 18日、RESTAURANT BAR DisGOONieS） - 大蔵 役
- 舞台「新選組始末記」（2022年11月11日 - 20日、ヒューリックホール東京） - 山崎烝 役
- 舞台「屍の王」（2022年12月14日 - 18日、六行会ホール） - フェリペ 役

2023年
- 劇団たいしゅう小説家present's 湯もみガールズ スピンオフ公演「菜々絵の探偵物語Ⅲ」（1月11日 - 15日、萬劇場） - 三田村ヒロシ 役
- ゼロテラ 星羅胎生公演・壱『見世物革命ゴウマちゃん』（3月2日 - 5日、シアターグリーンBIG TREE THEATER） - 猫 役
- 劇団たいしゅう小説家present's『「モノクロ同盟」おとなのためのメルヘン』（3月22日 - 26日、萬劇場） - 主演・岩谷 役
- 萬腹企画16杯目『MAGIAGIA−マギアギア−』（4月27日 - 30日、あうるすぽっと） - 冥界大帝ノワール 役
- ゼロテラ フェティシズム蒐集（コレクション）・いち『矯正ドールの治療法』（11月29日 - 12月3日、王子小劇場） - ロネ 役

2024年
- 2.5次元ダンスライブ「S.Q.S」Episode 10『月野奇譚 太極伝奇 -干戈騒乱-』（1月19日 - 28日、草月ホール） - 高昕（こうきん） 役
- ボクラ団社主催公演「OVER SMILE 2024」（3月1日 - 10日、あうるすぽっと） - シュフ 役
- 時速246億「さよう、ならば、また、」（4月13日 - 21日、シアターグリーン）
- IdentityV STAGE Episode4「Phantom of The Monochrome」（5月30日 - 6月9日） - リッパー/ジャック 役
  - 5月30日 - 6月2日、IMM THEATER
  - 6月6日 - 9日、ヒューリックホール東京

2025年
- UMIPRO旗揚げ公演「くるわ、くるら」

（2月12日 - 16日、新宿シアターモリエール）
- POCCOPUBRE 『殺し屋トレイシー兄弟の楽しすぎる夜』（3月19日 - 23日、シアターサンモール）
- 舞台『アンダースタディ』（4月16日 - 20日、シアター・アルファ東京）

ゲスト出演
- コントンクラブ（2009年12月4日、シアターサンモール）
- コントンクラブ image2（2010年4月10日、シアターサンモール）
- abc★赤坂ボーイズキャバレー Spin Off 『裏』（2010年10月4日、シアターサンモール）
- 夜のミラクル☆トレイン SWEET DREAM EXPRESS（2012年12月28日、新宿FACE）
- DANCE CLUB DisGOONieS～FIRST VOYAGE～（2022年2月25日、RESTAURANT BAR DisGOONieS）
- 消された声（2023年10月8日、すみだパークシアター倉） - 白石イツキ 役

### インターネット
- AmebaStudio『ブサイク☆キングダム』（2012年10月31日） - 第1回目ゲスト出演
- Week End NET School1月（2時間目）アーカイブ通信講座（2015年1月7日） - 特別講師
- 成松・木村のワイなにLIVE #01（2020年3月21日、LINE LIVE）
- 成松・木村のワイなにLIVE #02（2020年4月5日、SHOWROOM）
- 成松・木村のワイなにLIVE #03（2020年4月10日、インスタライブ）
- 成松・木村のワイなにLIVE #04（2020年4月18日、インスタライブ）
- 成松・木村のワイなにLIVE #05（2020年4月24日、インスタライブ）
- 成松・木村のワイなにLIVE #06（2020年4月29日、インスタライブ）
- 成松・木村のワイなにLIVE #07（2020年5月13日、インスタライブ）
- 成松・木村のワイなにLIVE #08（2020年5月23日、インスタライブ）
- 成松・木村のワイなにLIVE #09（2020年6月2日、SHOWROOM）
- 成松・木村のワイなにLIVE #10（2020年6月14日、SHOWROOM）
- 成松・木村のワイなにLIVE #11（2020年6月28日、SHOWROOM）
- 成松・木村のワイなにLIVE #12（2020年7月26日、SHOWROOM）
- 成松・木村のワイなにLIVE #13（2020年8月9日、SHOWROOM）
- 成松・木村のワイなにLIVE #14（2020年8月15日、SHOWROOM）
- 成松・木村のワイなにLIVE #15（2020年10月4日、SHOWROOM）
- 成松・木村のワイなにLIVE #16（2020年10月31日、SHOWROOM）
- 『成松・木村のワイワイするだけですけど、なにか？～ちょっと早いクリスマスの日～』（2020年12月20日、TwitCasting）
- 『成松・木村のワイワイするだけですけど、なにか？～重大発表の日～』（2021年2月28日、TwitCasting）
- 成松・木村のワイなにLIVE #17（2021年4月15日、SHOWROOM）
- 成松・木村のワイなにLIVE #18（2021年5月22日、SHOWROOM）
- YouTube背神ドラマ『ネット怪談×百物語』#シーズン9（2021年7月17日～/81話～90話） - 和訓栞 役
- 菅野臣太朗演劇倶楽部『池袋の中心で、愛をさけぶ』（2021年8月4日）
- 成松・木村のワイなにLIVE #19（2022年2月13日、SHOWROOM）
- 成松・木村のワイなにLIVE #20（2022年4月12日、SHOWROOM）
- 『ハピバになりまつ～42歳も愛を込めて～』（2022年4月19日、ツイキャス）

### イベント
ネオロマンス♥ステージ 遙かなる時空の中で
- 舞一夜 座談会〜空の巻〜（2008年5月4日、浜離宮朝日ホール小ホール）
- 舞一夜 DVD発売イベント（2008年5月18日、アニメイト池袋本店）
- ファン感謝祭（2008年9月14日、渋谷C.C.Lemonホール）
- ファン感謝祭2009〜残暑の宴〜（2009年8月30日 - 31日、日本青年館）
- キタムラトシヒロの七夕祭in大田区（2010年7月7日、大田区民プラザ）
- Z団イベント『キタムラ印2012新春祭in大田区』（2012年1月10日、大田区民プラザ）
- 舞台「遙かなる時空の中で2」感謝祭（2012年6月22日 - 23日、天空劇場）

舞台版「ミラクル☆トレイン〜大江戸線へようこそ〜2nd approach」
- DVD発売記念イベント（2012年9月15日、星陵会館）

オフィスジュニアPRESENTS 美獣
- vol.1〜接近〜（2009年7月19日、渋谷J-POP CAFE）
- vol.2〜魅惑〜（2009年9月19日、渋谷J-POP CAFE）
- vol.3〜宴〜（2009年12月26日、渋谷J-POP CAFE）
- vol.4〜再興〜（2010年12月18日、イベントスペース&バーM）
- 番外編 大人の遠足プレミアムバスツアー（2012年9月22日、ソレイユの丘）
- vol.5〜聖夜〜（2013年12月8日、LAPIN ET HALOT）
- vol.6 1部〜聖誕〜、2部〜演舞〜（2014年5月3日、関交協ハーモニックホール）

Be Withプロデュース『THE BUTTERFLY EFFECT』
- DVD発売イベント（2009年7月26日、恵比寿SPAZIO2）
- 〜Neo Loneliness〜 BLUE CHRISTMAS II　碧色廃園で秘密のクリスマス（2010年12月26日、UDX THEATER）

S×Sプロデュース第4回公演『SPIRIT』
- webTV「ザ☆下北沢エンターテインメントDX」（2010年1月25日、THE☆キッチンNAKANO）
- 中野ヤンキース第2試合　新年会イベント「ヤンキースのまんま」〜トークもありでゲームもありのホロ酔い気分でヤンキース〜（2010年1月30日、THE☆キッチンNAKANO）

abc★赤坂ボーイズキャバレー
- 2回表 〜前夜祭!〜（2011年8月8日 - 14日、東京：博品館劇場/9月1日、大阪：大丸心斎橋劇場）
- 「Wizards Storia」ルーチェットお疲れ様会！（2022年5月30日、アトリエファンファーレ東池袋）
- 舞台「屍の王」アフタートークイベント（2023年1月31日、東京カルチャーカルチャー）
- 舞台『刀剣乱舞』七周年感謝祭 -夢語刀宴會-（2023年8月4日 - 6日、幕張メッセ イベントホール） - 日本号 役[25]
- 図ったんひょったんvol.14（2023年8月20日、アトリエファンファーレ東池袋）
- 「見世物革命ゴウマちゃん」応援上映会＆トークショー（2023年9月2日、ばぐちか）
- 赤星夜会Vol.5（2023年10月10日、ばぐちか）
- T-gene stage「消された声」後夜祭（2023年10月14日、R'sアートコート）
- IdentityV STAGE 大感謝祭2025～サバイバー＆ハンター大集合！！～（2025年4月11日 - 13日、サンシャイン劇場） - リッパー/ジャック 役

ブルーエール主催
- 『Special 39s』成松慶彦1stイベント（2019年4月19日、神楽坂GLEE）
- 『成松・木村のワイワイするだけですけど、なにか？～速記記念日～』（2019年10月28日、新大久保エンタメカフェ）
- 『成松・木村のワイワイするだけですけど、なにか？～働く女性の日～』（2019年12月22日、新大久保エンタメカフェ）
- 『成松・木村のワイワイするだけですけど、なにか？～四年に一度の閏日～』（2020年2月29日、神楽坂GLEE）
- 『成松・木村のワイワイするだけですけど、なにか？～ちょっと早いクリスマスの日～』（2020年12月20日、神楽坂GLEE）
- 『成松・木村のワイワイするだけですけど、なにか？～重大発表の日～』（2021年2月28日、神楽坂GLEE）
- 成松慶彦1st写真集『息吹-ibuki-』先行予約特典お渡し会（2021年7月17日 - 18日、Gallery∞Miru）
- 『成松・木村とワイワイ大人の修学旅行なんて、しませんか？～ワイ友とお誕生日会改め、お楽しみ会＆クリスマス会＆忘年会in伊東～』（2021年12月4日 - 5日、伊東市）
- 『成松・木村のワイワイしますけど、なにか？～久しぶりに騒ごう！～』（2022年6月5日、新大久保エンタメカフェ）
- 『成松・木村のワイワイしますけど、なにか？～苗字の日～』（2022年9月19日、新大久保エンタメカフェ）
- 『成松・木村のワイワイしますけど、なにか？～もういくつ寝るとクリスマスの日～』（2022年12月19日、新大久保エンタメカフェ）
- 成松慶彦Birthdayイベント『成松×43=20』（2023年5月21日、新大久保エンタメカフェ）
- 『成松・木村のワイワイしますけど、なにか？』（2023年9月24日、新大久保エンタメカフェ）
- 成松慶彦クリスマスイベント『成松ハウス』（2023年12月24日、Cafe ＆ Gallery Roomer）

## 作品
写真集
- 成松慶彦1st写真集『息吹-ibuki-』（2021年7月20日、SnapPng）

演劇
- 舞台「湯もみガールズⅨ～いつだって馬鹿正直におもてなし？！～」（2023年7月13日 - 17日、萬劇場） - 演出

その他
- アート写真展「女優俳優幻想館」（2016年9月24日 - 25日、ギャラリー白線）
- 下條祐美 個展「その鬼ら、卯月に集う」（2023年4月26日 - 30日、Gallery Miru）
- 下條祐美 個展「その鬼ら、宵の灯火に集う」（2023年12月1日 - 5日、ギャルリー・ジュイエ）